# Мартін Естердаль
Е́рік Ма́ртін Естерда́ль (швед. Erik Martin Österdahl; нар. 12 жовтня 1973, Соллентуна) — шведський автор і телевізійний продюсер. З 2008 р. до 2014 р. працював над трансляціями «Mästarnas mästare», «Allt för Sverige» та «Skavlan» для SVT. Його перша книга «Be inte om nåd» була опублікована у 2016 році. Виконавчий супервайзер конкурсу «Євробачення» 2021–2025 рік.   

## Пісенний конкурс Євробачення
У січні 2020 року Європейська радіомовна спілка (EBU) оголосив, що Естердаль замінить Юна Ула Санна на посаді виконавчого керівника конкурсу Євробачення після фіналу 2020 року, який відбувся б у Роттердамі в травні 2020 року. Однак конкурс 2020 року був скасований через пандемію COVID-19; Естердаль став наступником Санна на посаді нового виконавчого керівника конкурсу після одноразового шоу Євробачення: Європо, запали світло.
Раніше Естердаль був виконавчим продюсером конкурсів 2013 та 2016 років (разом з Йоганом Бернґаґеном у 2016 році) у Мальме та Стокгольмі, відповідно, і був членом довідкової групи Євробачення з 2012 до 2018 року.